# ويليام جاكسون
ويليام جاكسون (بالإنجليزية: William Jackson) (27 يناير 1876 في المملكة المتحدة - 25 مارس 1954) هو مدرب كرة قدم ولاعب دوري الرغبي ولاعب كرة قدم ويلزي وبريطاني (وحمل سابقاً جنسية المملكة المتحدة لبريطانيا العظمى وأيرلندا) في مركز الهجوم. لعب مع مانشستر يونايتد ونادي بيرنلي ونادي ريل ونادي تشستر سيتي ونادي بارو.

## وصلات خارجية
- ويليام جاكسون على موقع قاعدة بيانات كرة القدم.إي يو (الإنجليزية)